# 레몬 짜개

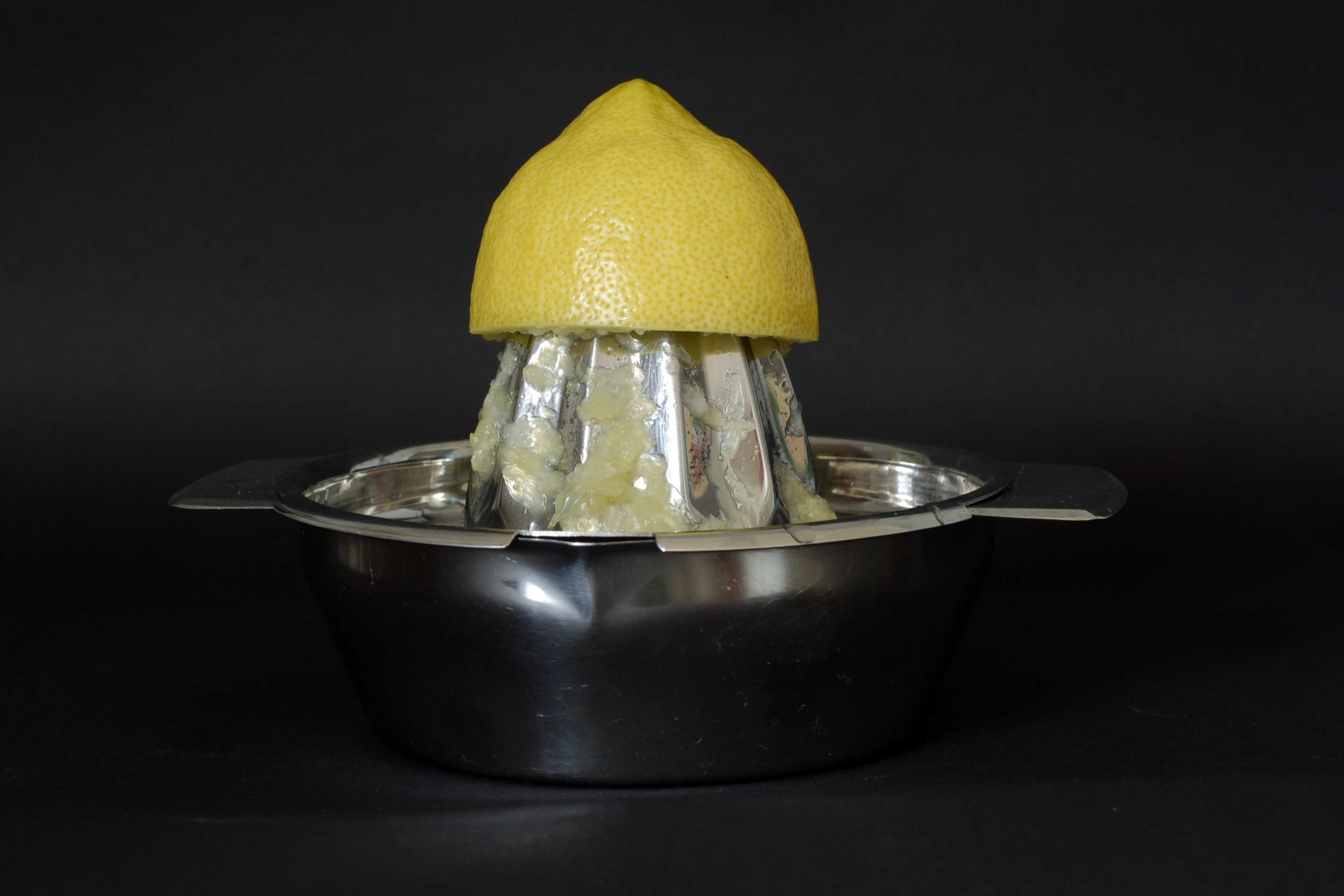
레몬 짜개

레몬 짜개(영어: lemon squeezer 레몬 스퀴저[*]) 또는 레몬 즙 짜개는 레몬 즙이나 라임, 오렌지 등 다른 귤열매의 즙을 짤 수 있도록 만들어진 도구이다. 유리, 플라스틱, 나무, 스테인리스 등 다양한 재질의 레몬 짜개가 있다.

## 사진 갤러리

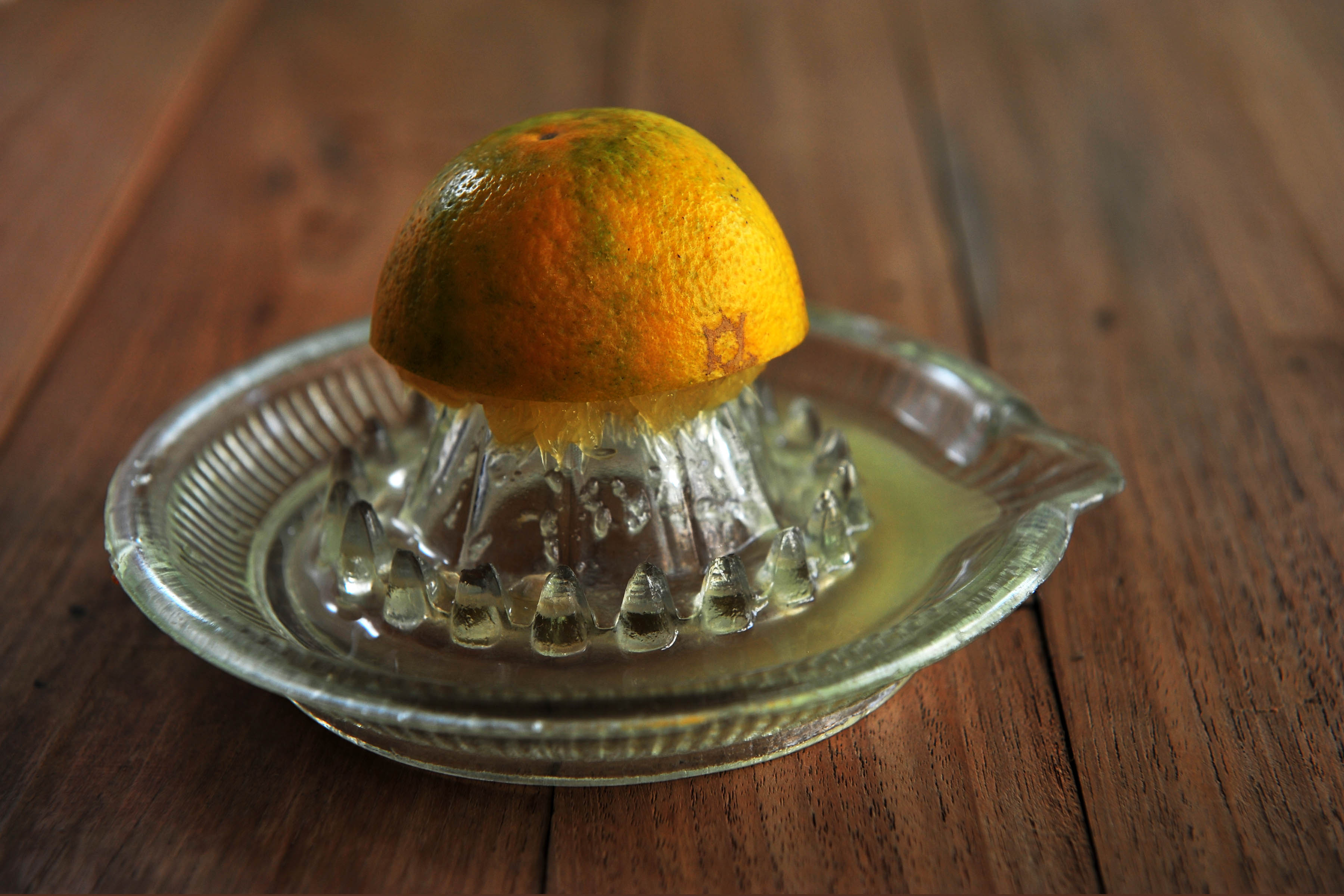
유리 레몬 짜개
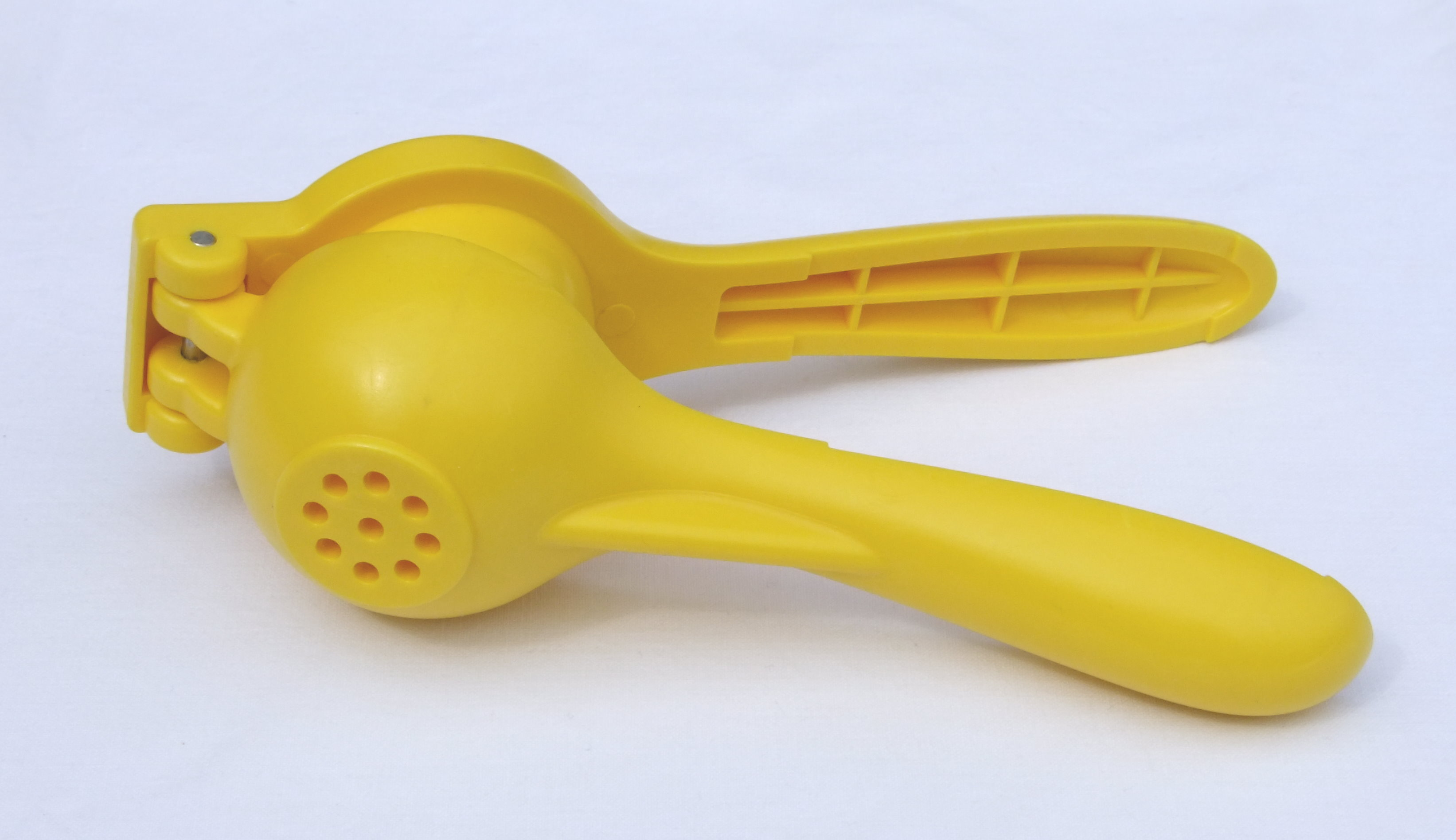
플라스틱 레몬 짜개
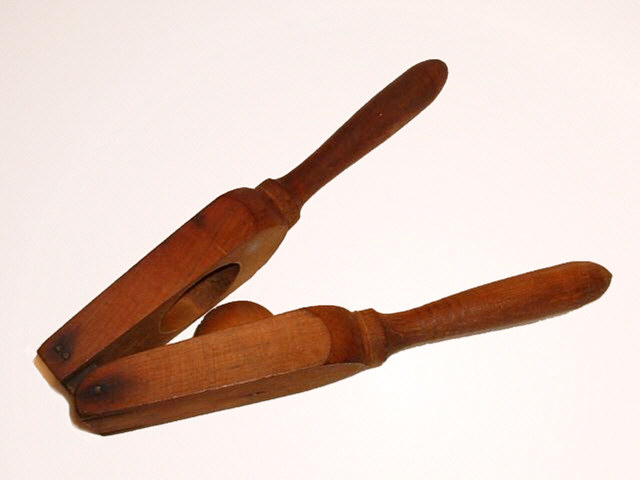
나무 레몬 짜개
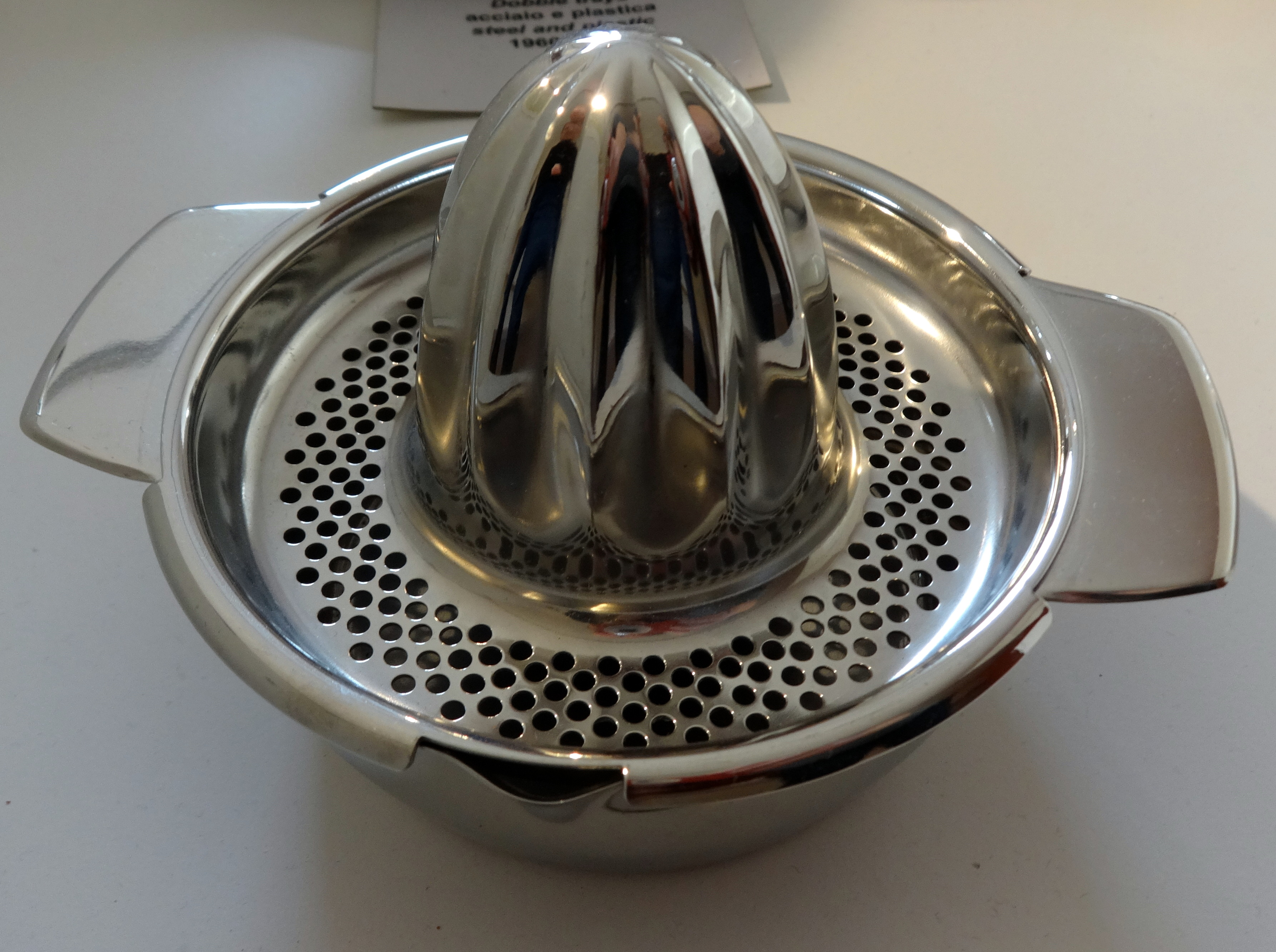
스테인리스 레몬 짜개
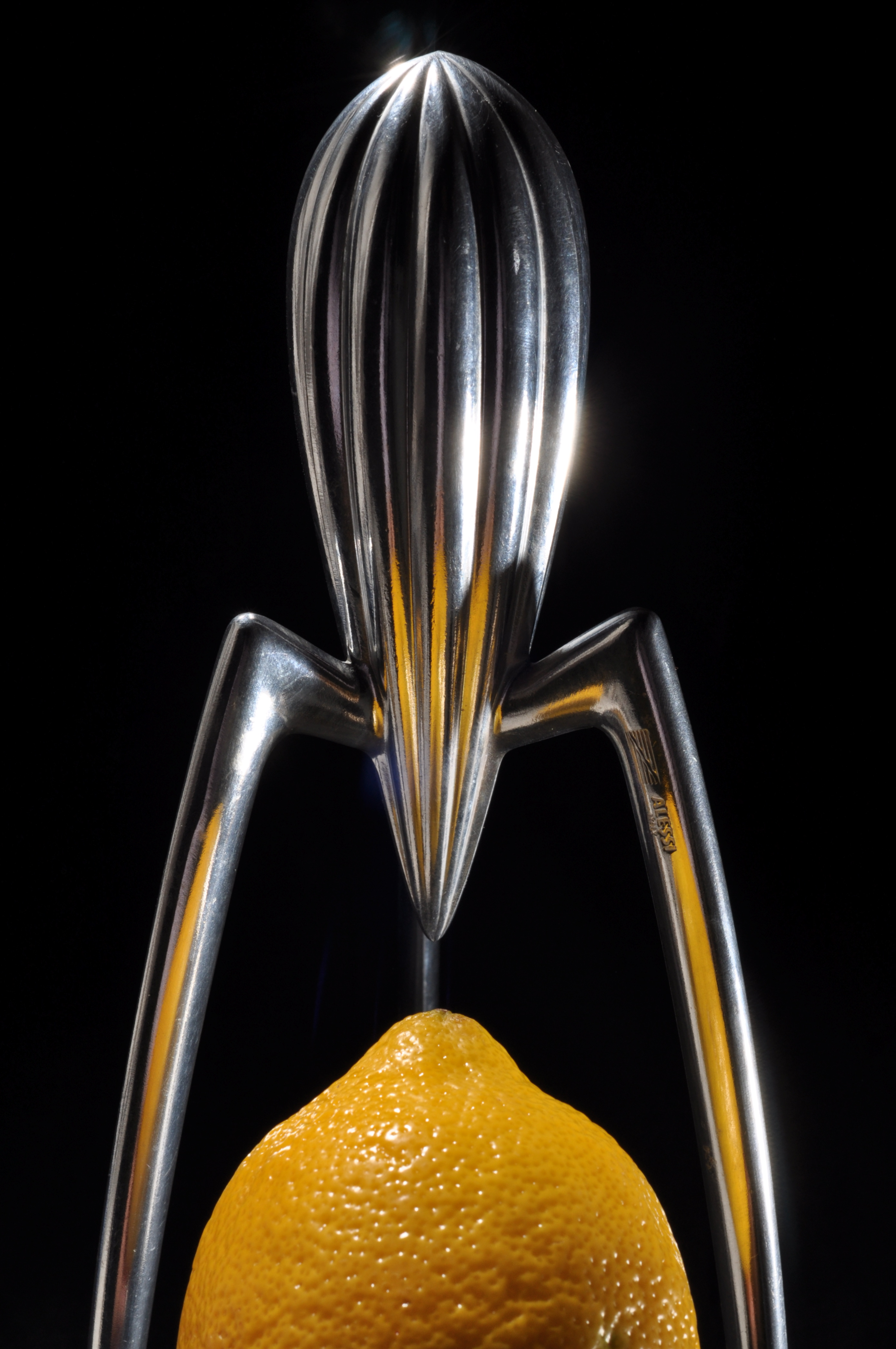
주시 살리프(Juicy Salif)
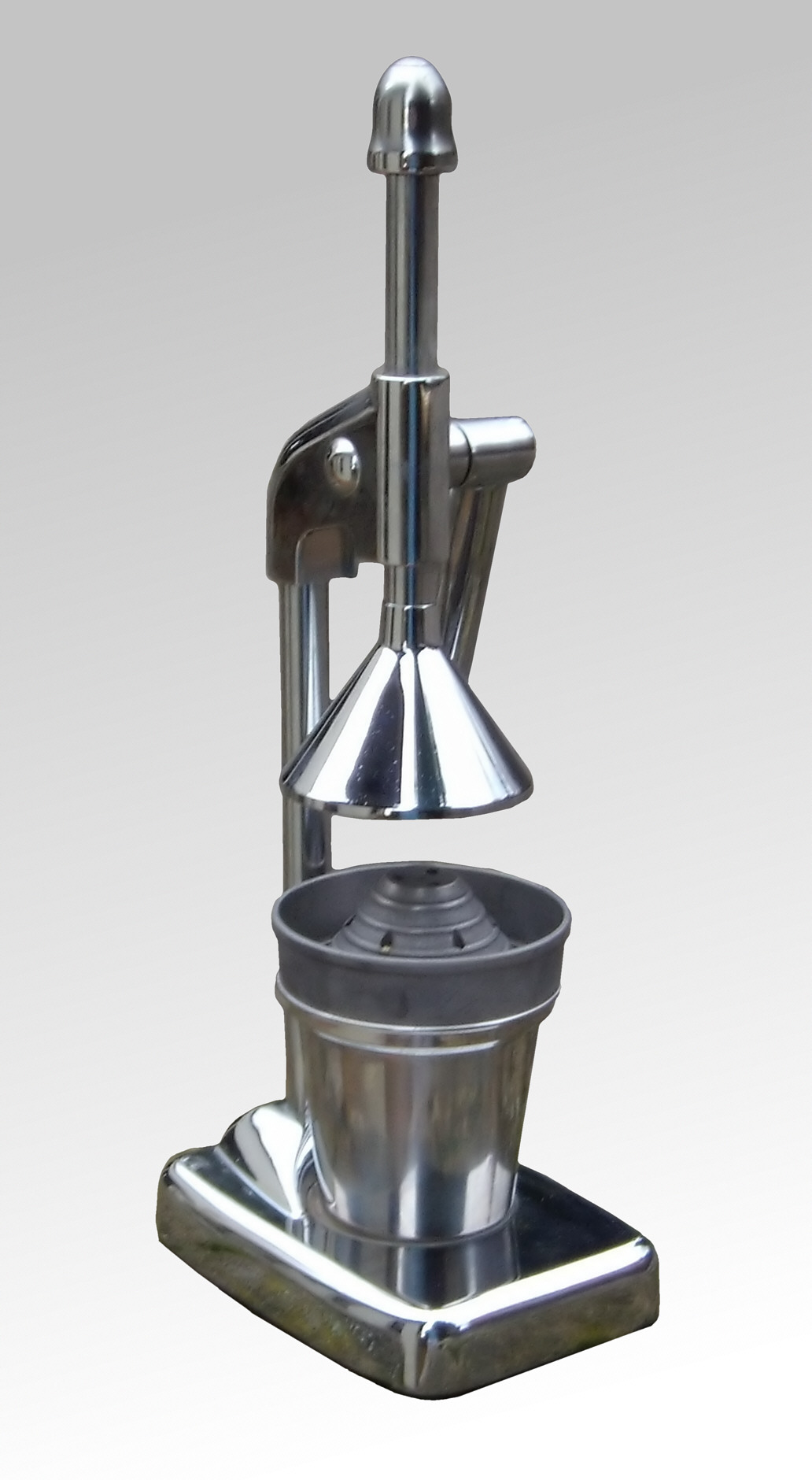
레버가 달린 레몬 짜개
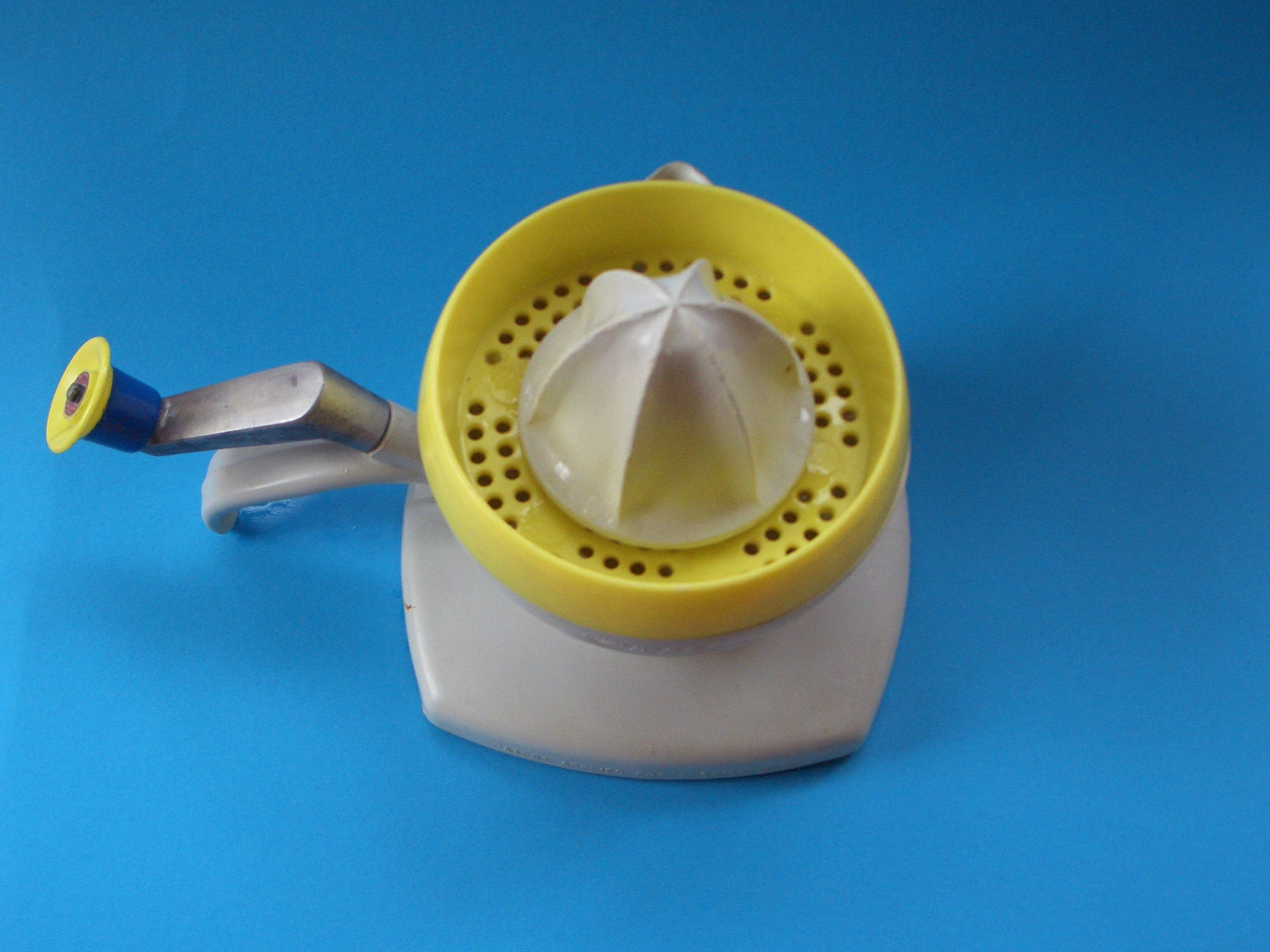
손잡이가 달린 레몬 짜개
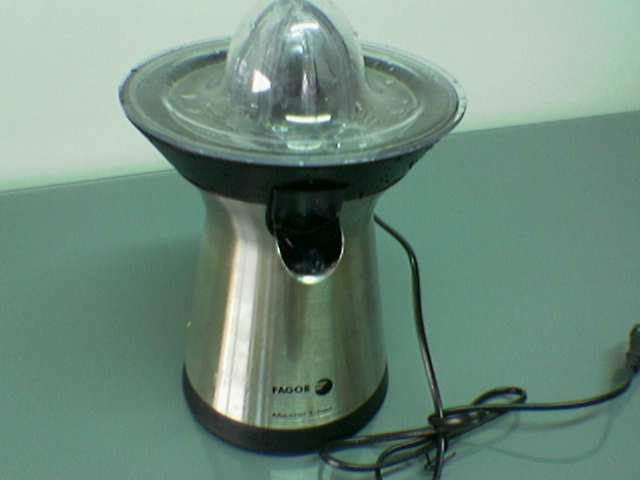
전자동 레몬 짜개

## 같이 보기
- 착즙기
- 감자 짜개
- 마늘 짜개